# Senseo

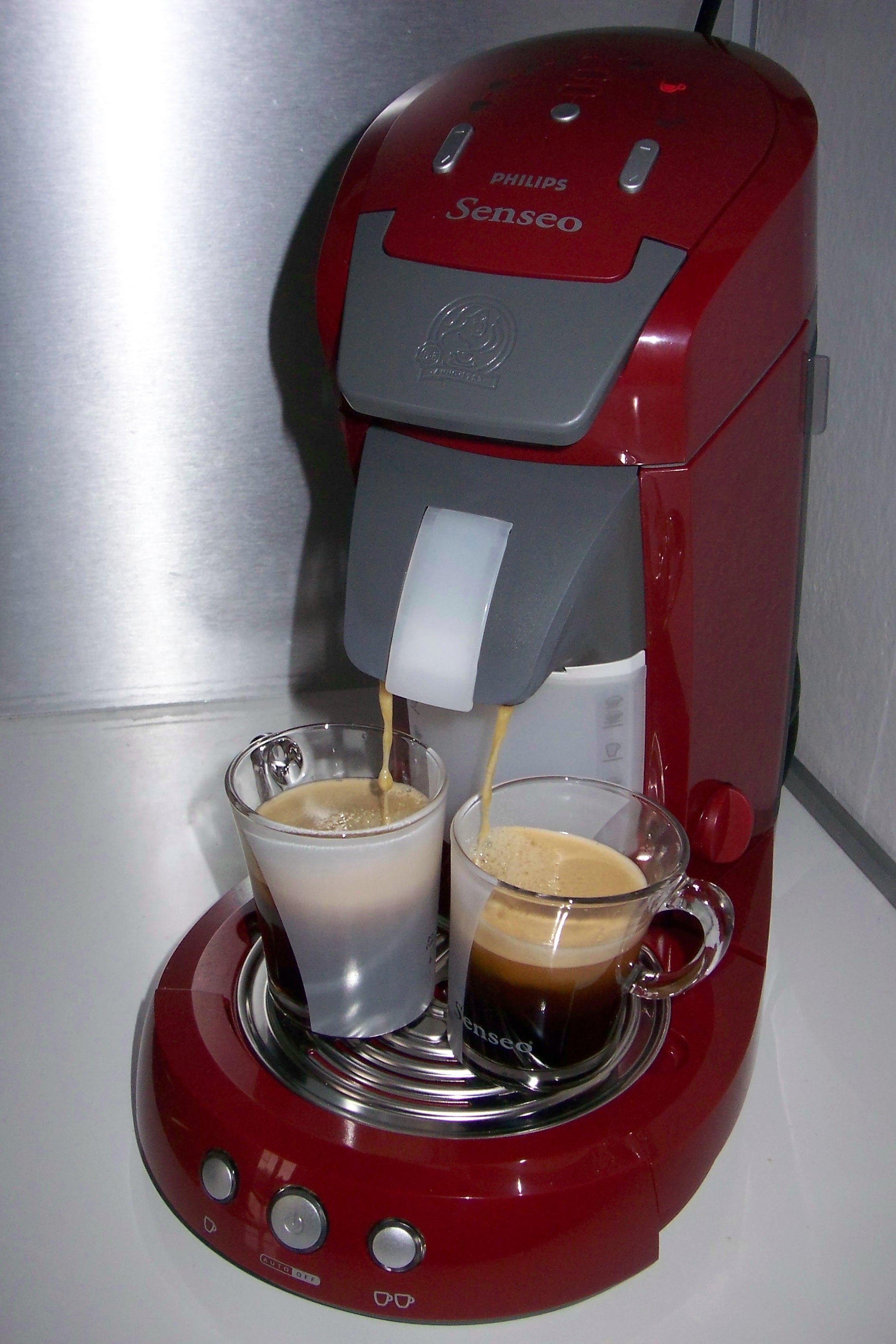

Senseo è il nome commerciale di un particolare sistema per la preparazione di caffè in cialde prodotto dalle società olandesi Philips e Douwe Egberts (una società del gruppo Sara Lee). Le caratteristiche principali, che ne hanno decretato l'enorme successo in tutto il mondo, sono la semplicità d'uso (basta premere un tasto per avere in 30 secondi una tazza di caffè), il costo contenuto (sia della macchina sia delle cialde) e il sistema brevettato di produzione della schiuma.

## Storia
Il sistema viene introdotto inizialmente nei Paesi Bassi nel 2001 per poi essere commercializzato nella maggior parte dei paesi europei (non in Italia), negli Stati Uniti e in Australia.
Un nuovo modello chiamato Senseo New Generation viene introdotto nel 2007. Questa versione aggiornata permette di regolare l'altezza del portatazze per permettere di usare tazze di varie dimensioni, ha un indicatore luminoso che mostra quando l'acqua non è sufficiente per la preparazione di due caffè (contrariamente al modello precedente che indicava soltanto se c'era acqua sufficiente per un caffè), ha un serbatoio per l'acqua più grande e ha un'opzione che permette all'utente di regolare la lunghezza del caffè.
Nel 2008 viene introdotto un modello chiamato Senseo Latte Select che aggiunge al precedente modello un contenitore per il latte e permette di preparare, oltre al caffè normale, anche cappuccino, latte macchiato e caffellatte.

## Successo
A soli 7 anni dal lancio Philips e Douwe Egberts hanno dichiarato di aver venduto più di 20 milioni di macchine per caffè Senseo nel mondo. Un successo superiore, per rapidità di penetrazione nel mercato, anche a quello di CD, DVD e cellulari. In Paesi come Paesi Bassi e Belgio una famiglia su due ha una macchina per caffè Senseo in casa.
Il così grande successo, unito alla semplicità delle cialde, ha portato molti produttori di caffè a mettere sul mercato cialde compatibili con il sistema Senseo (tra gli altri la Nestlé, produttrice del sistema concorrente Nespresso, e la catena di supermercati Carrefour). Philips e Douwe Egberts hanno fatto ricorso contro questi produttori rivendicando il brevetto europeo 0 904 717 che descrive il funzionamento del sistema ma l'Ufficio Brevetti Europeo ha stabilito che solo la macchina per il caffè può essere coperta dal brevetto in quanto le cialde non hanno caratteristiche tali da permetterne la brevettabilità.

## Funzionamento
La peculiarità principale del sistema Senseo è il caratteristico strato di schiuma che ricopre il caffè. Questo è prodotto grazie a un piccolo ugello presente sotto il porta cialde chiamato "camera della schiuma" che miscelando aria, vapore e caffè produce la schiuma.
Il porta cialde amovibile ha permesso anche di produrre porta cialde specifici che sostituiti all'originale permettono di ottenere con la stessa macchina caffè espresso, cioccolata calda o tè. Il modello introdotto nel 2008 consente inoltre, grazie allo speciale serbatoio per il latte, di ottenere cappuccino, latte macchiato e caffellatte.

## Miscele
Esistono sul mercato un grandissimo numero di cialde che vanno dalle miscele più classiche disponibili in varie intensità da quelle più leggere a quelle più forti. Inoltre, nel corso degli anni, a queste si sono aggiunte altre varianti tra cui quelle decaffeinate, quelle aromatizzate e quelle provenienti da coltivazioni in particolari Paesi come Brasile, Colombia o Kenya.
Come già detto, oltre alle miscele di caffè, sono disponibili cialde per preparare cioccolata calda e tè che rendono il sistema Senseo estremamente versatile oltre che semplice da usare.